# Apin

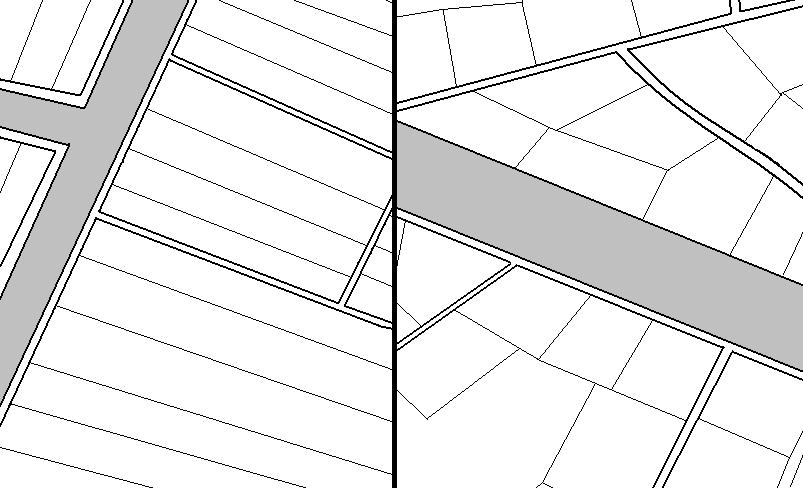
Rappresentazione ipotetica del campo coltivato lungo il fiume in Bassa Mesopotamia secondo Mario Liverani: a sinistra il campo sumero, con la caratteristica forma "a pettine" (per diminuire al massimo le virate dellapin) e il lato corto (coltivato più intensamente) sulla riva; a destra il campo accadico

Apin è una parola sumerica che indica l'aratro-seminatore (in accadico sarà chiamato epinnu).

## Descrizione
Questo strumento venne messo a punto quando le popolazioni umane del neolitico discesero dalle zone pedemontane dei monti Zagros e Tauro e colonizzarono la piana alluvionale intorno ai fiumi Tigri ed Eufrate (Mesopotamia), verso la metà del IV millennio a.C.
Rispetto alla lavorazione a zappa ridusse ad un quindicesimo i tempi di lavorazione della terra, oltre a migliorare anche i tempi di semina. Era trainato da due o tre coppie di bovini e richiedeva la perizia di coltivatori specializzati. La sua conformazione era particolarmente adatta a campi di forma allungata e stretta, per ridurre al minimo le "virate". Il lato corto dei campi veniva posto a contatto con le canalizzazioni.